# Cointreau
Cointreau – likier z gorzkich pomarańczy, najczęściej hiszpańskich i haitańskich. Jest likierem typu triple sec.
Pija się go bez dodatków, najczęściej z lodem, jako aperitif, najczęściej jednak stanowi składnik drinków. Cointreau może wchodzić między innymi w skład popularnego drinka płonącego B-52, a także sławnej margarity oraz cosmopolitana. Cointreau używany jest także jako aromat do wypieków i dodatek do słodkich dań (np. naleśniki skrapiane cointreau). Likier ten zawiera 40% objętości alkoholu. Jego ważnym składnikiem są gorzkie skórki pomarańczy douces i ameres, a cechą charakterystyczną jest reakcja na temperaturę – w temperaturze pokojowej jest przezroczysty, po schłodzeniu zaś pojawiają się w nim pięknie opalizujące "chmurki". Cointreau jest często podawane jak koniak, w koniakówce, czasem podobnie jak koniak podgrzewane i przepalane, w celu wydobycia jego unikalnego cytrusowego aromatu. Ten sposób serwowania jest szczególnie popularny w zachodniej części Niemiec. 
Marka Cointreau została stworzona w 1849 roku w Angers, gdzie do tej pory mieści się fabryka tego likieru oraz siedziba firmy Cointreau.